# Burlington (Washington)
Pour les articles homonymes, voir Burlington.
Burlington est une ville américaine située dans le comté de Skagit, dans l’État de Washington. Le recensement de 2000 indique une population de 6 757 habitants, estimée à 7 710 habitants en 2003.
Les fondateurs de la localité lui ont donné le nom d’une ville du même nom se trouvant dans l’État du Vermont — voir Burlington.
Lynn Compton, officier de la Easy Company et procureur de Los Angeles, ayant inculpé l'assassin de Robert F. Kennedy, a vécu les dernières années de sa vie à Burlington où il est décédé.